# 대한민국 민법 제451조
대한민국 민법 451조는 승낙, 통지의 효과에 대한 민법 채권법 조문이다.

## 조문
제451조 (승낙, 통지의 효과)① 채무자가 이의를 보류하지 아니하고 전조의 승낙을 한 때에는 양도인에게 대항할 수 있는 사유로써 양수인에게 대항하지 못한다. 그러나 채무자가 채무를 소멸하게 하기 위하여 양도인에게 급여한 것이 있으면 이를 회수할 수 있고 양도인에 대하여 부담한 채무가 있으면 그 성립되지 아니함을 주장할 수 있다.

② 양도인이 양도통지만을 한 때에는 채무자는 그 통지를 받은 때까지 양도인에 대하여 생긴 사유로써 양수인에게 대항할 수 있다.

第451條(承諾, 通知의 效果) ① 債務者가 異議를 保留하지 아니하고 前條의 承諾을 한 때에는 讓渡人에게 對抗할 수 있는 事由로써 讓受人에게 對抗하지 못한다. 그러나 債務者가 債務를 消滅하게 하기 爲하여 讓渡人에게 給與한 것이 있으면 이를 回收할 수 있고 讓渡人에 對하여 負擔한 債務가 있으면 그 成立되지 아니함을 主張할 수 있다.
②讓渡人이 讓渡通知만을 한 때에는 債務者는 그 通知를 받은 때까지 讓渡人에 對하여 생긴 事由로써 讓受人에게 對抗할 수 있다.

## 비교 조문
일본민법 제468조(지명채권의 양도에 있어서의 채무자의 항변) 1. 채무자가 이의를 보류하지 아니하고 전조의 승낙을 한 때에는 양도인에게 대항할 수 있었던 사유가 있어도 이로써 양수인에게 대항할 수 없다. 이 경우에 있어서 채무자가 그 채무를 소멸시키기 위하여 양도인에게 지급한 것이 있을 때에는 이를 회수하고, 양도인에 대하여서 부담한 채무가 있을 때에는 이를 성립하지 아니하는 것으로 간주할 수 있다.
2. 양도인이 양도의 통지만을 한 때에는 채무자는 그 통지를 받을 때까지 양도인에 대하여서 발생한 사유로써 양수인에게 대항할 수 있다.

## 의미
채무자가 이의를 제기하지 아니하고 전조의 승낙을 한 때에는 양도인에게 대항할 수 있는 사유로써 양수인에게 대항하지 못한다.

## 판례
- 채권의 양도에 대하여 이의를 보류하지 아니하고 승낙을 하였더라도, 양수인이 악의 또는 중과실의 경우에 해당하는 한, 채무자의 승낙 당시까지 양도인에 대하여 생긴 사유로써 양수인에게 대항 할 수 있다.[1]
- 민법은 채권의 귀속에 관한 우열을 오로지 확정일자 있는 증서에 의한 통지 또는 승낙의 유무와 그 선후로써만 결정하도록 규정하고 있는 데다가, 채무자의 "이의를 보류하지 아니한 승낙"은 민법 제451조 제1항 전단의 규정 자체로 보더라도 그의 양도인에 대한 항변을 상실시키는 효과밖에 없고, 채권에 관하여 권리를 주장하는 자가 여럿인 경우 그들 사이의 우열은 채무자에게도 효력이 미치므로, 위 규정의 "양도인에게 대항할 수 있는 사유"란 채권의 성립, 존속, 행사를 저지·배척하는 사유를 가리킬 뿐이고, 채권의 귀속(채권이 이미 타인에게 양도되었다는 사실)은 이에 포함되지 아니한다.[2]
- 채무자가 채권양도에 대하여 이의를 보류하지 않고 승낙하였다는 사정이 없거나 이의의 보류 없이 승낙하였다 하더라도 양수인에게 악의 또는 중과실이 있는 경우, 승낙 당시 이미 상계를 할 수 있는 원인이 있었고 그 후 상계적상이 생기면 채무자는 양수인에 대하여 상계로 대항할 수 있다[3]

## 참고 문헌
- 62.채권양도 승낙 후 취득한 채권으로 양도된 채권과 상계할 수 있는지 여부 2012년 12월 7일 기호일보
- 전부명령과 하도급대금의 직접 지불 합의의 관계 건설경제 2012-08-06 14

## 같이 보기
- 채권양도
- 전부명령